# Sergey Rusetsky
Sergey Rusetsky (tiếng Belarus: Сяргей Русецкi; tiếng Nga: Серге́й Русецкий; sinh ngày 8 tháng 3 năm 1989) là một cầu thủ bóng đá người Belarus hiện tại thi đấu cho Buxoro.

## Sự nghiệp
Rusetsky bắt đầu sự nghiệp thi đấu cho câu lạc bộ hạng ba Zvezda-BGU Minsk. Vào đầu năm 2008, anh chuyển đến đội bóng Séc FK Baník Most.